# Labicymbium dentichele
Labicymbium dentichele är en spindelart som beskrevs av Alfred Frank Millidge 1991. Labicymbium dentichele ingår i släktet Labicymbium och familjen täckvävarspindlar.
Artens utbredningsområde är Peru. Inga underarter finns listade i Catalogue of Life.